# Alf Teichs
Ne doit pas être confondu avec Adolf Teichs.
Adolf « Alf » Teichs est un producteur de cinéma et un scénariste allemand né le 18 décembre 1904 à Dresde (Saxe) et mort le 14 janvier 1992.

## Biographie
Alf Teichs fait des études de philosophie et d'histoire de l'art, avant de commencer sa carrière en 1928 comme assistant metteur en scène et assistant régisseur de l'Altes Theater de Leipzig. La même année, il s'installe à Weimar, où il est engagé comme acteur et régisseur. L'année suivante, il devient metteur en scène. En 1935, il est embauché par Terra Film, où il devient producteur à partir de 1937.

## Filmographie partielle

### comme producteur
- 1940 : L'Oiseleur (Rosen in Tirol) de Géza von Bolváry
- 1943 : Le Roi du cirque (Zirkus Renz) d'Arthur Maria Rabenalt
- 1946 : La Chauve-souris (Die Fledermaus) de Géza von Bolváry
- 1948 : Ballade berlinoise (Berliner Ballade) de Robert A. Stemmle
- 1948 : L'Homme à l'étoile changeante (Der Herr vom andern Stern) de Heinz Hilpert
- 1949 : Martina est-elle déshonorée ? (Martina) d'Arthur Maria Rabenalt
- 1951 : Terre de violence (Amore e sangue) de Marino Girolami
- 1956 : L'Espion de la dernière chance (Spion für Deutschland) de Werner Klingler
- 1956 : Le Diable en personne (Teufel in Seide) de Rolf Hansen
- 1957 : UB 55, corsaire de l'océan (de) (Haie und kleine Fische) de Frank Wisbar
- 1959 : Chiens, à vous de crever ! (Hunde, wollt ihr ewig leben !) de Frank Wisbar
- 1960 : Fabrique d'officiers S.S. (de) (Fabrik der Offiziere) de Frank Wisbar
- 1960 : L'Ombre de l'étoile rouge (Nacht fiel über Gotenhafen) de Frank Wisbar
- 1960 : La Grande Vie de Julien Duvivier
- 1961 : Madame Irène Besser (Frau Irene Besser) de John Olden
- 1962 : Adorable Julia (Julia, du bist zauberhaft) d'Alfred Weidenmann
- 1978 : Der Schimmelreiter (de) d'Alfred Weidenmann

### comme scénariste
- 1954 : Guitares d'amour (Gitarren der Liebe) de Werner Jacobs
- 1955 : Valse royale de Jean Grémillon
- 1956 : Le Diable en personne (Teufel in Seide) de Rolf Hansen
- 1957 : UB 55, corsaire de l'océan (de) (Haie und kleine Fische) de Frank Wisbar
- 1961 : Madame Irène Besser (Frau Irene Besser) de John Olden

## Nominations
- BAFA 1950 : British Academy Film Award du meilleur film pour Ballade berlinoise